# William Plunket, V barone Plunket
William Lee Plunket, V barone Plunket (Dublino, 19 dicembre 1864 – Londra, 24 gennaio 1920) è stato un diplomatico e politico britannico.

## Biografia
Era il figlio di William Plunket, IV barone Plunket, arcivescovo di Dublino (1884-1897), e di sua moglie, Anne Guinness, figlia di Sir Benjamin Guinness. Frequentò la Harrow School e il Trinity College (Dublino).

## Carriera
Egli intraprese la carriera diplomatica ed è stato inviato a Roma nel 1889 come addetto all'ambasciata britannica. Nel 1892, è stato nominato nella stessa posizione per l'ambasciata a Costantinopoli. 
Dopo esser succeduto al padre come barone Plunket nel 1897. Nel 1900 divenne segretario privato di Lord Cadogan e per Lord Dudley. Nel 1904 divenne Governatore della Nuova Zelanda.
Durante il suo mandato come Governatore della Nuova Zelanda, è stato anche Gran Maestro della Gran Loggia della Nuova Zelanda.

## Altre attività
Appassionato di sport e in particolare di cricket, a lui si deve la donazione che ha permesso la creazione del campionato nazionale neozelandese, che prese il nome di Plunket Shield in suo onore.

## Matrimonio
Sposò, il 4 giugno 1894, Lady Victoria Alexandrina Hamilton-Temple-Blackwood (1873-11 febbraio 1968), figlia di Frederick Hamilton-Temple-Blackwood, I marchese di Dufferin e Ava. Ebbero otto figli:
- Helen Cecil Olive Plunket (15 aprile 1895-24 febbraio 1968), sposò Arthur Rhodes, ebbero due figli;
- Eileen Hermione Plunket (15 luglio 1896-?);
- Moira Violet Maria Plunket (23 novembre 1897-?);
- Terence Plunket, VI barone Plunket (12 luglio 1899-24 febbraio 1938);
- Joyce Laline Plunket (9 gennaio 1901-?);
- Brindsley Sheridan Bushe Plunket (28 giugno 1903-1941), sposò Aileen Guinness, ebbero tre figli;
- Ethne Victoria Manéné Plunket (31 marzo 1907-24 maggio 1919);
- Denis Kiwa Plunket (6 febbraio 1909).

## Morte
Morì il 24 gennaio 1920, all'età di 55 anni, a Londra.